# NGC 2633
NGC 2633 o ARP 80 è una galassia peculiare a spirale barrata situata nella costellazione della Giraffa, a una distanza di circa 106 milioni di anni luce dalla nostra Via Lattea.

## Scoperta
La galassia è stata scoperta l'11 agosto 1882 dall'astronomo tedesco Wilhelm Tempel.

## Descrizione
NGC 2633 ha una classe di luminosità II e presenta una larga riga a 21 cm dell'idrogeno neutro.
Nella galassia sono presenti anche regioni di idrogeno ionizzato.

## Gruppo di NGC 2633
NGC 2633 è la galassia più vasta di un gruppo che porta il suo nome. Il Gruppo di NGC 2633 comprende almeno altre 4 galassie, cioè IC 2389, NGC 2551, NGC 2634 e NGC 2634A (= PGC 24760).